# Steve Yeager
Pour les articles homonymes, voir Yeager.
Stephen Wayne Yeager (né le 24 novembre 1948 à Huntington, Virginie-Occidentale, États-Unis) est un ancien receveur de la Ligue majeure de baseball. Il évolue de 1972 à 1985 pour les Dodgers de Los Angeles et en 1986 pour les Mariners de Seattle.
Il fait partie de deux équipes des Dodgers championnes de la Ligue nationale et d'un club champion de la Série mondiale. Avec ses coéquipiers Pedro Guerrero et Ron Cey, il est élu joueur par excellence de la Série mondiale 1981.
Depuis la saison 2012, Steve Yeager est l'instructeur des receveurs des Dodgers de Los Angeles.

## Carrière de joueur
Steve Yeager est repêché par les Dodgers de Los Angeles au 4e tour de sélection en 1967. Il joue toute sa carrière, sauf les 50 dernières parties, avec cette équipe, débutant le 2 août 1972. En 1 269 matchs joués dans le baseball majeur, il réussit 816 coups sûrs dont 102 circuits, récolte 410 points produits et affiche une moyenne au bâton de ,228. Le 11 décembre 1985, après 14 saisons chez les Dodgers, il est échangé contre le lanceur gaucher Ed Vande Berg et effectue son dernier tour de piste chez les Mariners de Seattle en 1986. Dans la seconde moitié de son long séjour à Los Angeles, il partage les fonctions de receveur avec le jeune Mike Scioscia. Yeager ne réussit que 14 buts volés en 15 ans de carrière, et est retiré 18 fois en tentative de vol, mais il accomplit néanmoins un exploit rare : un vol du marbre le 30 avril 1976 face aux Cardinals de Saint-Louis,.

### Séries éliminatoires
Il prend part aux séries éliminatoires à 5 reprises avec Los Angeles : en 1974, 1977, 1981, 1983 et 1985. Membre des clubs champions de la Ligue nationale mais perdants des Séries mondiales de 1977 et 1978, Yeager réussit deux circuits et produit 4 points en Série mondiale 1981 pour savourer le titre avec les Dodgers et partager les honneurs du prix du joueur par excellence de la Série mondiale avec ses coéquipiers Pedro Guerrero et Ron Cey. Même si ses 4 coups sûrs en 14 présences au bâton (pour une moyenne de ,286) en finale ne sont à première vue pas impressionnants, les 4 coups sûrs de Yeager sont deux doubles et deux circuits, dont celui aux dépens de Ron Guidry faisant la différence dans le 5e des 6 matchs joués, où Los Angeles prend les devants 3 victoires à deux dans cette série face aux Yankees de New York. Il avait également, comme frappeur suppléant, réussit un ballon sacrifice en 7e manche du 5e match, créant une égalité de 6-6 dans un match remporté par Los Angeles,.

### Masque de receveur
En 1976, Yeager est atteint à la gorge par l'éclisse d'un bâton de baseball brisé involontairement par un frappeur lors du contact avec la balle. Le morceau de bois perce l'œsophage de Yeager, dont la vie est mise en danger et a besoin d'une opération d'urgence. L'incident ne se produit pas lorsque Yeager est à sa position derrière le marbre : il est plutôt au cercle d'attente et le bâton brisé est celui de son coéquipier Bill Russell, qui frappe à ce moment-là. Le soigneur Bill Buhler des Dodgers confectionne alors un masque de receveur différent, censé mieux protéger le cou, la gorge et la nuque du joueur, adopté par la suite par de nombreux receveurs.

## Carrière d'entraîneur

### Ligues mineures
Après sa carrière de joueur, Steve Yeager revient dans l'organisation des Dodgers et sert d'instructeur des frappeurs et des receveurs pour le Stampede de San Bernardino de la Ligue de Californie (classe A+) en 1999, pour les Suns de Jacksonville de la Southern League (AA) en 2005, les 51s de Las Vegas de la Ligue de la côte du Pacifique (AAA) en 2006 et les 66ers de l'Inland Empire (A+) en Ligue de Californie en 2007.

### Baseball indépendant
Il est gérant de deux équipes de baseball indépendant : les Breakers de Long Beach de la Western Baseball League (en) en 2000 et 2001, menant l'équipe au titre de la ligue la seconde année, puis de l'Armada de Long Beach de la Golden Baseball League (en) en 2008.

### Dodgers de Los Angeles
En février 2012, il est engagé comme entraîneur des receveurs pour les Dodgers de Los Angeles, poste qu'il occupe au sein du club des Ligues majeures pour une 4e saison en 2015.